# Physocrotaphus
Physocrotaphus is een geslacht van kevers uit de familie van de loopkevers (Carabidae). De wetenschappelijke naam van het geslacht is voor het eerst geldig gepubliceerd in 1849 door Parry.

## Soorten
Het geslacht Physocrotaphus is monotypisch en omvat slechts de volgende soort:
- Physocrotaphus ceylonicus Parry, 1849